# Meister des Verlorenen Sohnes

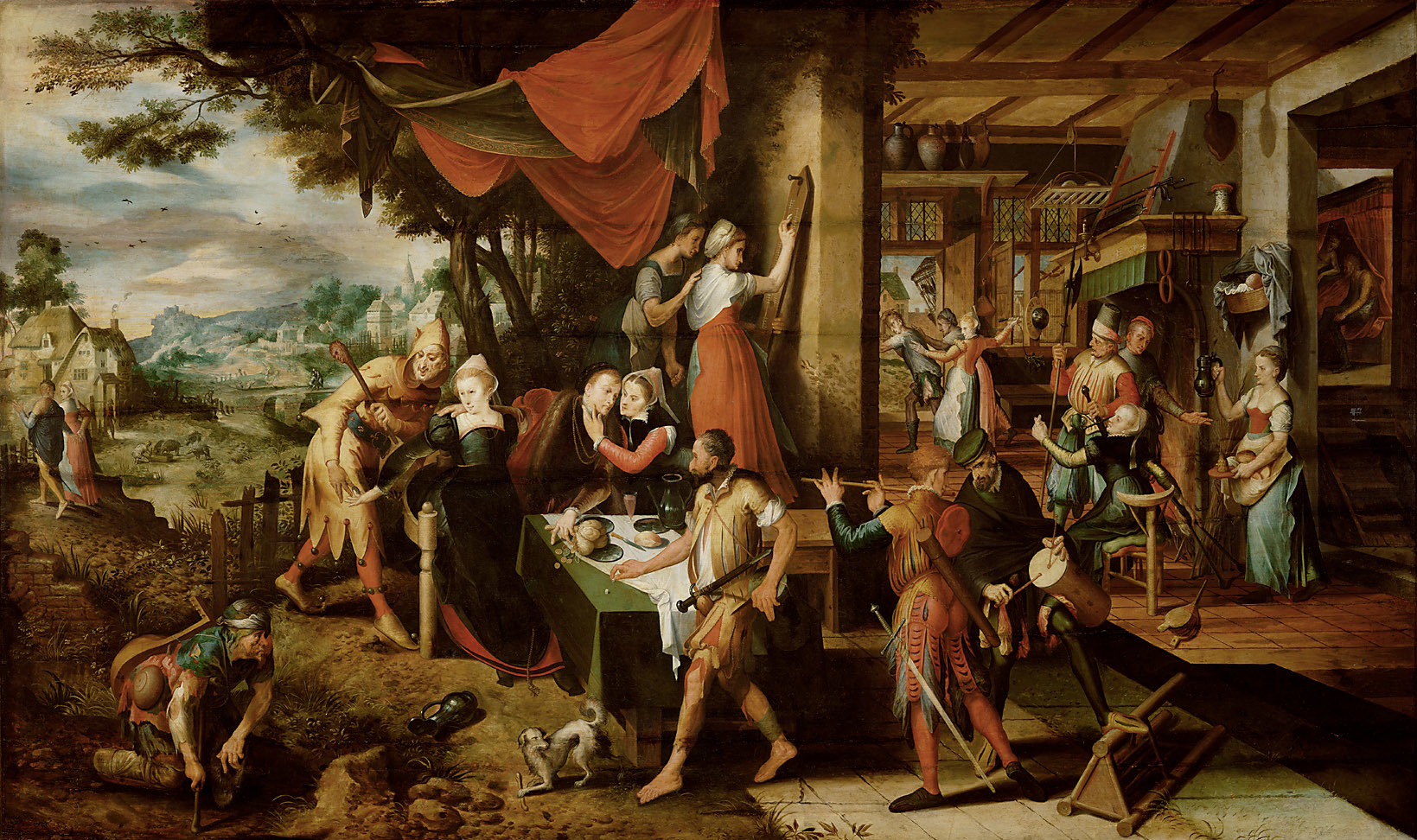
Das Gleichnis vom Verlorenen Sohn

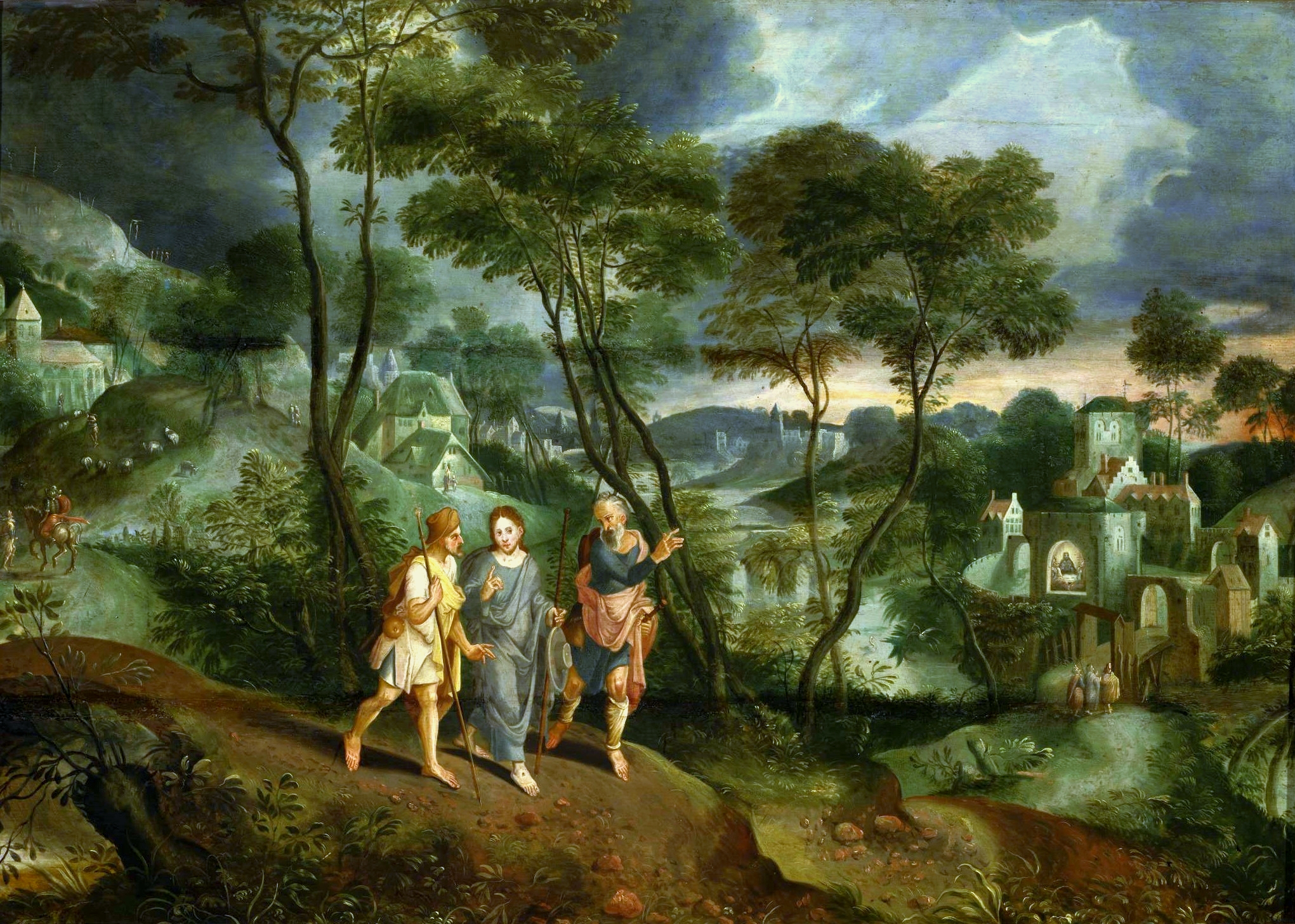
Christus und seine Jünger auf dem Weg nach Emmaus

Mit Meister des Verlorenen Sohnes wird ein Maler der Hochrenaissance bezeichnet. Der namentlich nicht bekannte Künstler war etwa von 1530 bis 1560 in Antwerpen tätig. Er erhielt seinen Notnamen nach seinem Bild des Festmahles für den heimkehrenden Sohn, ein Motiv aus dem Gleichnis vom Verlorenen Sohn.

## Stil und Werkstatt
Rot, Grün und Gelb sind in den Bildern des Meisters des Verlorenen Sohnes in einer ihm eigenen unverkennbaren Art verwendet. Es existieren aus der Renaissance Kopien seiner Bilder in guter Qualität, was den Betrieb einer größeren Werkstatt vermuten lässt, wie es z. B. auch etwas früher sein Zeitgenosse Ambrosius Benson in Brügge tat, um Serien von Bildern für den wachsenden Markt des Bürgertums zu liefern.

## Identifizierung
Es wurde vorgeschlagen, dass der Meister des Verlorenen Sohnes identisch sein könnte mit Jan Mandijn, Lenaert Kroes oder auch Anthonis de Palermo.

## Werke
- Das Gleichnis vom Verlorenen Sohn, Wien, Kunsthistorisches Museum
- Christus und seine Jünger auf dem Weg nach Emmaus

Zugeschrieben:
- Judith mit dem Kopf des Holofernes, Madrid, Museo del Prado
- Allegorie auf den Lohn der Tugend und die Strafe des Lasters. München, Alte Pinakothek
- Pieta, London, National Gallery